# Eduardo López
Eduardo López fou un compositor portugués del segle xvii, Barroc primerenc, que abraçà la carrera sacerdotal i fou mestre de capella de la Catedral de Lisboa.
Estudià la composició a Evora amb el mestre Manuel Méndez. Morí a una edat força avançada de cent tres anys. Les seves obres, que guarden una certa analogia amb les de Benevoli, tingueren i encara tenen molta acceptació a Portugal, i algunes d'elles es conserven en la Biblioteca Reial de Lisboa.
Entre aquestes si citen com a més notables:
- Opuscula Musica num primum edita, (Anvers, 1602),
- Officium defunctorum, (Lisboa, 1603),
- Nataliciae noctis Missa, (Anvers, 1605),
- Beatae Mariae Virginis salve, (Anvers, 1605),
- Canticum Magnificat IV vocum, (Anvers, 1605),
- Liber processionum et stationum ecclesiae Olissiponensi in meliorem formam redactus, (Lisboa, 1607),
- Missae IV, V, VI et VIII vocum, (Anvers, 1621),
- Missae IV, V et VI vocum, (Anvers, 1639), etc.